# Svante Rasmuson
Svante Rasmuson (* 18. November 1955 in Uppsala) ist ein ehemaliger schwedischer Moderner Fünfkämpfer, der zwei olympische Medaillen gewann.
Rasmuson begann seine sportliche Laufbahn als Schwimmer, bei den Olympischen Spielen 1976 in Montreal erreichte er im 100-Meter-Freistilschwimmen das Halbfinale, schied dort aber als letzter aus. Vier Jahre später bei den Olympischen Spielen 1980 in Moskau trat er im Modernen Fünfkampf an, wobei er seine besten Leistungen im Fechten, Schwimmen und Geländelaufen zeigen konnte. Nachdem er im Reiten als 40. weit hinten gelegen hatte, konnte er in seinen starken Disziplinen noch aufholen und verpasste mit 5373 Punkten die Bronzemedaille von Pawel Lednjow nur um neun Punkte. Mit Lennart Pettersson und George Horvath gewann Rasmuson die Bronzemedaille in der Mannschaftswertung hinter den Teams aus der Sowjetunion und aus Ungarn.
Vier Jahre später bei den Olympischen Spielen 1984 in Los Angeles belegte die schwedische Mannschaft den zehnten Platz. In der Einzelwertung kämpfte Rasmuson mit Daniele Masala um die Goldmedaille, am Ende gewann er mit dreizehn Punkten Rückstand die Silbermedaille. Rasmuson trat auch 1988 in Seoul noch einmal an, mit dem 22. Platz in der Einzelwertung und dem zwölften Rang mit der Mannschaft konnte er aber nicht mehr in den Kampf um die Medaillen eingreifen. 